# António José Teles de Meneses
António José Teles de Meneses foi um administrador colonial português que exerceu o cargo de Governador no antigo território português subordinado à Índia Portuguesa de Timor-Leste entre 1768 e 1776, tendo sido antecedido por Dionísio Gonçalves Rebelo Galvão e sucedido por Caetano de Lemos Telo de Meneses.
De acordo com o D. Carlos Filipe Ximenes Belo foi o "governador de Timor, António José Teles de Meneses, vendo a impossibilidade de defender Lifau por mar e terra, tomou a histórica decisão de destruir a praça no dia 11 de agosto de 1769 e de se mudar para a província dos Belos. Depois de alguma hesitação, navegou para a baía de Dilly, e ali fundou a nova capital de Timor e Solor, em 10 de outubro de 1769".